# 銀金鯛

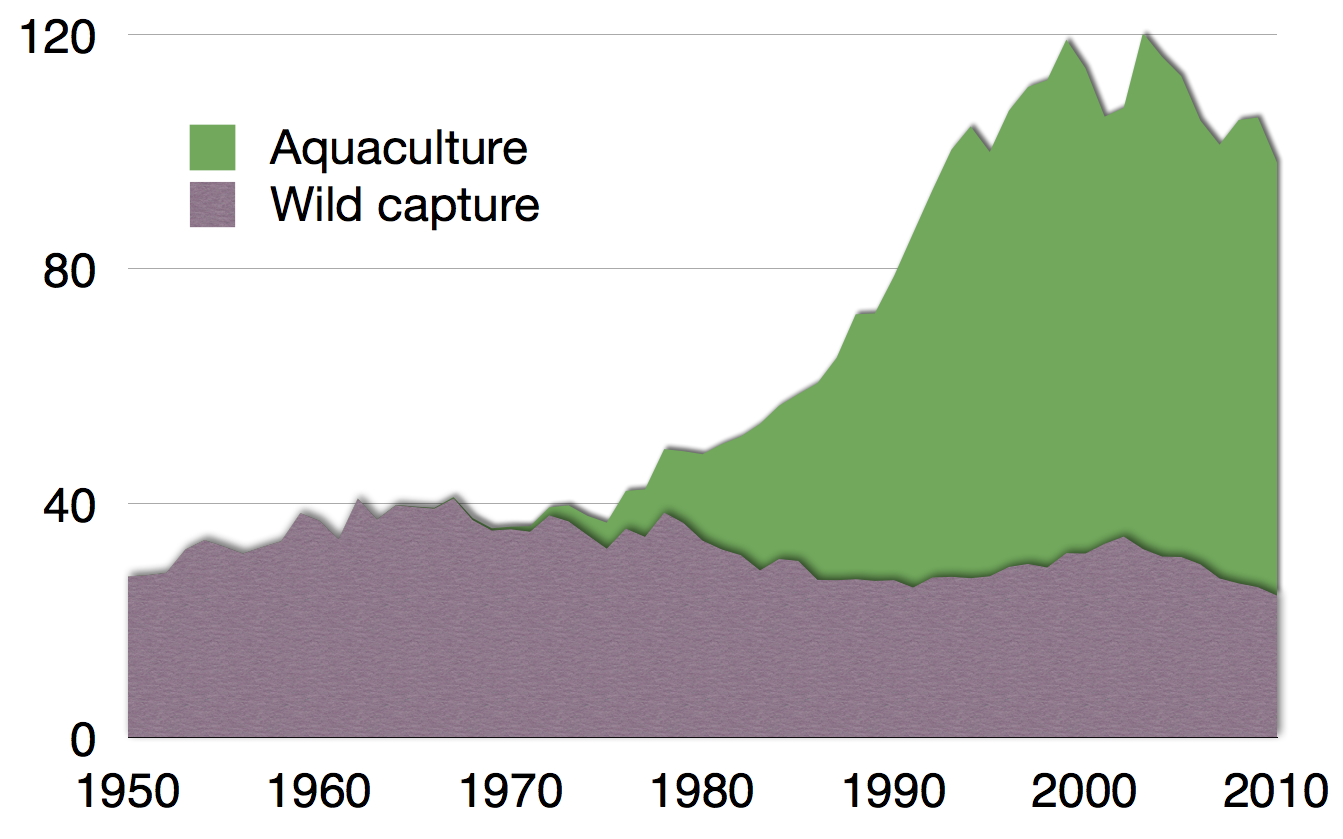
產量

銀金鯛（学名：Pagrus auratus），又名金鯛、金赤鲷，為輻鰭魚綱鱸形目鱸亞目鯛科的其中一種，分布於印度太平洋區，包括日本、中国大陆和台灣、菲律賓、印尼、澳洲、紐西蘭、諾福克島海域，棲息深度可達200公尺，體長可達130公分，幼魚成小群在河口活動，成魚則出現在礁沙混合區，屬肉食性，以軟體動物、甲殼類、蠕蟲等為食，可做為食用魚。

## 擴展閱讀
維基物種上的相關：銀金鯛